# Краљ и слуга
Краљ и слуга је двадесет шести албум српског певача Шабана Шаулића. Објављен је 2002. године на компакт диск формату и аудио касети за Гранд продукцију. На албуму се налази осам песама.

## Песме
| Бр. | Назив песме             | Трајање |
| --- | ----------------------- | ------- |
| 1.  | Краљ и слуга            | 03:27   |
| 2.  | Где сте браћо пијанци   | 03:21   |
| 3.  | Дај ми боже             | 03:08   |
| 4.  | Моја маљанка            | 03:26   |
| 5.  | Ти ме вараш најбоље     | 04:21   |
| 6.  | Могу да те куну         | 02:40   |
| 7.  | Она ми је сво богатство | 03:12   |
| 8.  | Лепотица сиротица       | 04:24   |